# HMS Yarmouth (F101)
El buque HMS Yarmouth (F101) de la Royal Navy fue una fragata de la clase Rothesay. Fue puesto en grada en 1957, botado en 1959 y asignado en 1960. Luchó en la Guerra de Malvinas de 1982 y fue dado de baja en 1986.

## Historia
La clase Rothesay a la que pertenecía la Yarmouth fue ordenada en 1955 y se constituyó por otras ocho fragatas: Lowestoft, Brighton, Rothesay, Londonderry, Falmouth, Berwick, Plymouth y Rhyl. La construcción del Yarmouth estuvo a cargo de la John Brown & Company. La puesta de quilla fue el 29 de noviembre de 1957, la botadura el 23 de marzo de 1959 y la entrada al servicio el 26 de marzo de 1960. Tenía una eslora de 112,7 m, una manga de 12,5 m y un calado de 3,9 m con un desplazamiento de 2560 t. Podía alcanzar los 29 nudos de velocidad gracias a sus dos turbinas de engranajes de 30 000 shp de potencia. Su armamento consistía en un lanzador cuádruple de misiles antiaéreos Sea Cat, dos cañones de 115 mm de calibre, otros dos de 40 mm, un mortero antisubmarino triple y 12 tubos lanzatorpedos de 533 mm.
Con la ocupación argentina de las Malvinas de abril de 1982, iniciaron hostilidades entre el Reino Unido y Argentina. El país europeo envió una gran flota a las Malvinas en la Operación Corporate. El HMS Yarmouth arribó a la Zona de Exclusión Total el 24 de abril de 1982. Durante el desembarco en la bahía San Carlos —Operación Sutton—, el Yarmouth prestó cobertura a los buques anfibios.
Causó baja el 24 de abril de 1986. Sus restos sirvieron como barco objetivo del destructor HMS Manchester en 1987.